# Міша Коллінз
Міша Коллінз (англ. Misha Collins), справжнє ім'я — Дмітрі Тіппенс Крашнік (англ. Dmitri Tippens Krushnic, нар. 20 серпня 1974, Бостон, Массачусетс, США) — американський актор і режисер. Зіграв у фільмах Стоунхендж. Апокаліпсис, Карла, Перерване життя, у телесеріалах Швидка допомога, Усі жінки — відьми. Найбільш відомий роллю ангела Кастіеля в т/с Надприродне.

## Життєпис
Справжнє ім'я — Дмітрі Тіппенс Крашнік. Ім'я Міша дала йому його мати, на честь її залицяльника під час подорожі до Росії в її студентські роки. За словами актора, у родині точно не знають походження прізвища Крашнік — актор припускає, що воно може бути українське, польське чи російське. Відомо, що останні 6 поколінь предків з цим прізвищем проживали у Канаді. Мати Міші завідує Центром культурної еволюції. Також у Міші є брат Саша, на два роки молодший, і дві сестри, Даніель та Елізабет, молодші на одинадцять і тринадцять років.

### Ранні роки
У дитинстві його родина була дуже бідною. Міша змінював школу майже щороку. 1992 року закінчив Нортфілдську школу, розташовану на горі Хермон. Протягом навчання його будинок згорів. У наступні роки він цікавився багатьма речами, включно з роботою на Національному публічному радіо 1995 року. Працював продюсером і творчим фахівцем зі створення рекламних слоганів, текстів і статей на шоу «Щотижневе видання».
У юності мріяв потрапити в політику, стажувався в Білому домі при адміністрації Клінтона, але швидко зрозумів, що це йому не підходить і вибрав кар'єру актора. 

### Акторська діяльність
Упродовж 4 років Коллінз навчався в університеті Чикаго. Потім провів кілька місяців у Непалі й Тибеті, усамітнившись у монастирі. 
Зіркова слава на Мішу впала після довготривалої ролі ангела Кастіеля в телесеріалі "Надприродне" на каналі CW з 2008 по 2020 рік. Окрім "Надприродного", він також знімався в таких телесеріалах, як "Спадщина", "Зачаровані", "Поліція Нью-Йорка", "24", "CSI: Місце злочину", "Швидка допомога", "Монах" та "Позачасся".
Він брав участь у кількох подкастах. У нього є кілька гостьових виступів. За свою акторську роботу в подкастах у 2018 році він озвучив роль Адлера Гаррісона в "Ангелі виноградної лози" виробництва Vox Populi.
У 2021 році він знявся в головній ролі Джеремі Бредшоу в серіалі "Бріджуотер" виробництва Grim & Mild.
Був ведучим програми "Дорожня їжа: Відкриваємо Америку по одній страві на PBS, телешоу, присвячене місцевим продуктам харчування в Америці.
У 2022 році він отримав роль Харві Дента/Дволикого в майбутньому телесеріалу "Лицарі Готема" на каналі CW.

## Підтримка України
У 2022 році, після початку повномасштабного вторгнення Росії на територію України, актор висловив свою підтримку народу України. 
5 травня 2023 року Міша став амбасадором платформи United 24
30 травня 2023 року приїхав до Києва, де відвідав зруйновані міста.
21 травня 2024 року Міша відвідав Київ і Сумщину. Разом з американський режисер Даріусом Мардерою. Міша Коллінз розпочав збір на піротехнічну машину для гуманітарного розмінування.

## Особисте життя
- Дружина — Вікторія Ванточ
- Донька — Мейсон Мері Коллінз
- Син — Вест Анаксімандр Коллінз

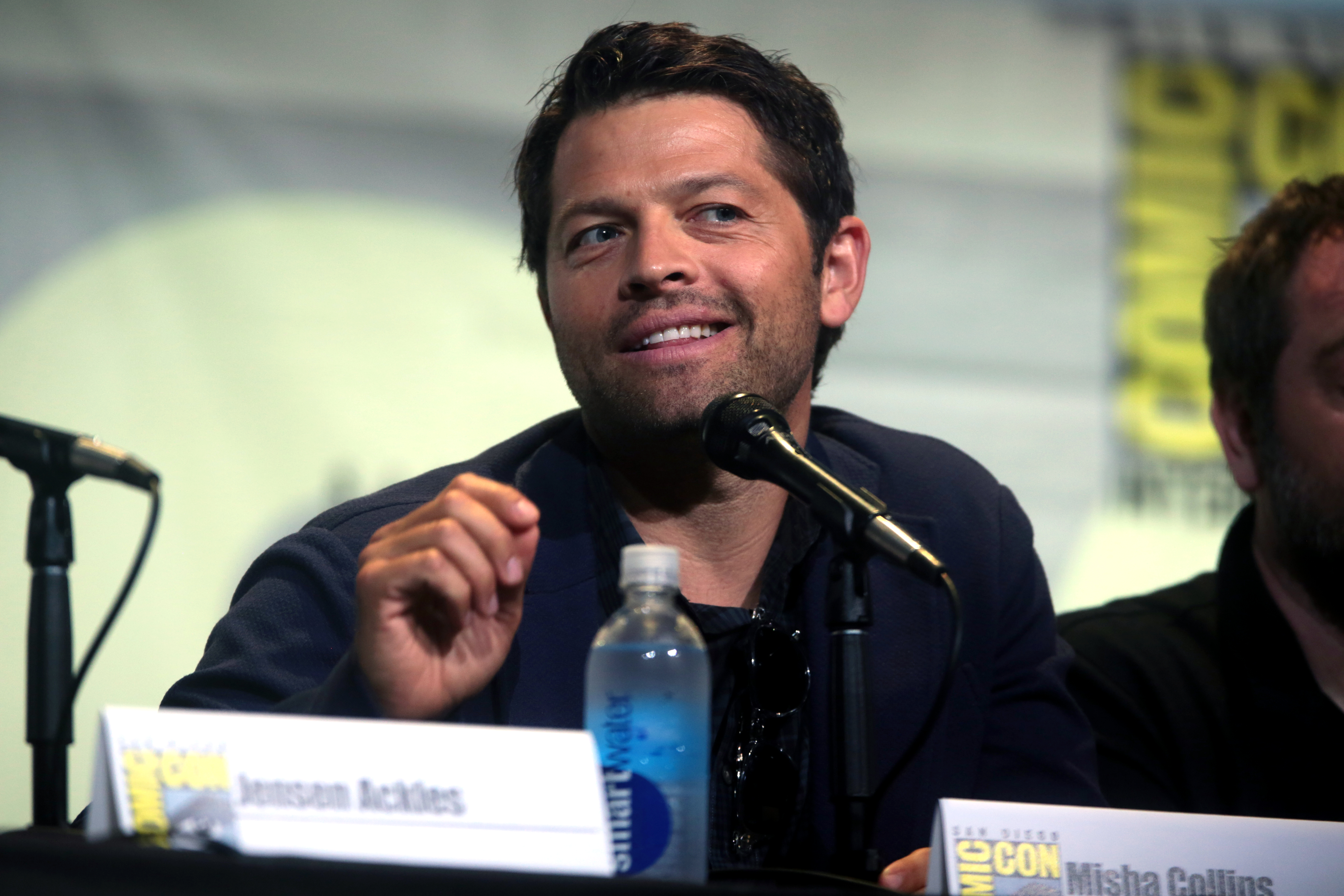
Міша Коллінз виступає на Міжнародному фестивалі коміксів San Diego Comic Con 2016, присвяченому "Надприродному", в конференц-центрі Сан-Дієго в Сан-Дієго, Каліфорнія.

Міша любить писати вірші, їх навіть публікували в кількох літературних журналах. Він сам збудував собі будинок, де зараз і мешкає. Більшу частину меблів для свого будинку він теж змайстрував власноруч. Він великий шанувальник прогулянок на свіжому повітрі, проводить багато часу в походах, а взимку їздить у гори Хай-Сьєрра, мешкає там у кемпінгу й катається на сноуборді.
У липні 2021 року Міша офіційно підтвердив інформацію про розлучення зі своєю дружиною Вікторією.  Про це стало відомо із його книги, яку Коллінз нещодавно опублікував.  Причин розлучення актор не назвав.

## Фільмографія

### Фільми
| Рік  | Назва                                                     | Роль                  | Примітки                                                    |
| ---- | --------------------------------------------------------- | --------------------- | ----------------------------------------------------------- |
| 1999 | Висоти свободи                                            | Хлопець               | У титрах відсутній                                          |
| 1999 | Перерване життя                                           | Тоні                  |                                                             |
| 2006 | Карла                                                     | Пол Бернардо          |                                                             |
| 2008 | Видобуток                                                 | Асоційований продюсер |                                                             |
| 2008 | Наречена з того світу                                     | Брюс                  |                                                             |
| 2013 | Служба транспортної безпеки Америки: Розслабтеся.         | Офіцере Франклін.     | Короткометражні фільми; також продюсер, режисер і сценарист |
| 2014 | Служба транспортної безпеки Америки: Підозріла випуклість | Офіцере Франклін.     | Короткометражні фільми; також продюсер, режисер і сценарист |
| 2014 | Служба транспортної безпеки Америки:Так, але чи є час?    | Офіцере Франклін.     | Короткометражні фільми; також продюсер, режисер і сценарист |
| 2021 | Зустріч (фільм 2021)                                      | Ділан                 |                                                             |

### Телебачення
| Рік       | Назва                                                   | Роль                                             | Примітки                                       |
| --------- | ------------------------------------------------------- | ------------------------------------------------ | ---------------------------------------------- |
| 1998      | Спадщина                                                | Ендрю                                            | 1 епізод                                       |
| 1999      | Усі жінки — відьми                                      | Ерік Брагг                                       | 1 епізод                                       |
| 2000      | Поліція Нью-Йорка                                       | Блейк Дьюітт                                     | 1 епізод                                       |
| 2001      | Сім днів                                                | Сергій Чубайс                                    | 1 епізод                                       |
| 2002      | 24                                                      | Алексіс Дрейзен                                  | 7 епізодів (13–17,22–23)                       |
| 2002      | Пар 6                                                   | Аль Хегельмен                                    |                                                |
| 2003      | Алан, який рухається                                    | Тоні Дерікк                                      |                                                |
| 2003      | У пошуках дому                                          | Дейв                                             |                                                |
| 2004      | The Crux                                                | Людина                                           |                                                |
| 2004      | CSI: Місце злочину                                      | Влад                                             | 1 епізод                                       |
| 2005–2006 | Швидка допомога                                         | Брет                                             | 3 епізоди                                      |
| 2006      | Морська поліція: Спецпідрозділ                          | Джастін Ферріс                                   | 1 епізод                                       |
| 2006      | Монк                                                    | Михайло Карапов                                  | 1 епізод                                       |
| 2006      | Поряд із домом                                          | Тодд Монро                                       | 1 епізод                                       |
| 2007      | Без сліда                                               | Честер Лейк                                      | 1 епізод                                       |
| 2007      | Місце злочину: Нью-Йорк                                 | Мортон Брайт                                     | 1 епізод                                       |
| 2007      | Оновлення транспортних засобів                          | Джоі Вілер                                       | ТБ-пілот                                       |
| 2008      | Наречена з того світу                                   | Браян                                            |                                                |
| 2008      | Кидали                                                  | Бастер                                           |                                                |
| 2008–2021 | Надприродне                                             | Кастіель; Джиммі Новак, Себе, Люцифер            |                                                |
| 2009      | Частини тіла                                            | Менні Скеррітт                                   | 1 епізод                                       |
| 2010      | Апокаліпсис Стоунхенджа                                 | Джейкоб                                          | Телефільм                                      |
| 2011      | Божественність                                          | Батько Крістофер; Продюсер                       | Вебсеріал                                      |
| 2012      | Двійник                                                 | Ділан                                            | 1 епізод                                       |
| 2014      | Так чия зараз репліка?                                  | Себе                                             |                                                |
| 2015      | Кошенята в клітці                                       | Порнорежисер                                     | Епізод: "Пунш і лимонні квадратики"            |
| 2015–2018 | Голлівудське шоу                                        | Мисливці за привидами Адміністратор / танцівниця | Гостьова роль; 2 епізоди                       |
| 2016      | Брати Вентура                                           | В'язень 2 / Маестро Хвиля                        | Епізод: "Червоне означає стоп"; роль озвучення |
| 2017      | Королі афери                                            | Даг Волдерман                                    | Епізод: "Арлінгтон, штат Вірджинія"            |
| 2017      | Поза часом                                              | Еліот Несс                                       | Епізод: "Ворог народу №1"                      |
| 2021-2022 | Дорожня їжа: Відкриваємо Америку по одній страві за раз | Себе                                             | Ведучий                                        |
| 2023      | Лицарі Готема                                           | Дволикий                                         | Головна роль                                   |